# Koordinierungs-, Kontakt- und Beratungsstelle
Die Koordinierungs-, Kontakt- und Beratungsstelle für Menschen mit Behinderungen (Abkürzung KoKoBe) ist ein Unterstützungsangebot im Rheinland.

## Zielgruppe
Die Koordinierungs-, Kontakt- und Beratungsangebote sind ein kostenloser und unabhängiger Service für 
- Menschen mit geistigen und mehrfachen Behinderungen
- Angehörige und Bezugspersonen von Menschen mit Behinderung
- Gesetzliche Betreuer und Fachkräfte aus Diensten und Einrichtungen für Menschen mit Behinderung

## Angebot
Ziel der KoKoBe ist es, Menschen mit Behinderungen dabei zu unterstützen, ein selbstbestimmtes Leben zu führen. Sie ergänzen die schon lange bestehenden Sozialpsychiatrischen Zentren (SPZ), die Menschen mit psychischer Behinderung unterstützen. Darüber hinaus sollen KoKoBe und SPZ dazu beitragen, die ambulanten Unterstützungsangebote für Menschen mit Behinderungen in der jeweiligen Region zu koordinieren und bedarfsgerecht weiterzuentwickeln.
Mitarbeiter der KoKoBe helfen zum Beispiel, die richtige Wohnform, einen passenden Arbeitsplatz und das richtige Freizeitangebot zu finden. Sie kümmern sich um die Vernetzung vor Ort, Weiterentwicklung der bestehenden Angebote und die Unterstützung von Angehörigen und Selbsthilfegruppen. Die KoKoBe ist Anlaufstelle vor Ort und bietet Raum für Veranstaltungen und Treffs.
Mitarbeiter der KoKoBe beraten und informieren in ihren Anlaufstellen, beim Betreffenden zu Hause, oder an einem anderen Ort der Wahl schwerpunktmäßig in den Bereichen persönliche Zukunftsperspektiven, individuelle Hilfeplanung, Behördenangelegenheiten, Arbeitsmöglichkeiten oder andere tagesstrukturierende Maßnahmen, Fragen rund ums Wohnen und hauswirtschaftliche Fragen und andere Probleme im Alltag sowie zum persönlichen Budget.

## Träger
Die KoKoBe werden finanziert vom Landschaftsverband Rheinland (LVR). Überall im Rheinland, in allen 13 kreisfreien Städten, den 12 Kreisen und der StädteRegion Aachen steht ein solches Angebot zur Verfügung. Pro 150.000 Einwohner fördert der LVR eine Fachkraft. Getragen werden die Beratungsangebote vor Ort in der Regel von einem Trägerverbund regionaler Organisationen, die im Bereich der Hilfe für Menschen mit Behinderung tätig sind, z. B. der Lebenshilfe und der Caritas.

## Standorte (Auszug)
- Website der KoKoBe Aachen
- Website der KoKoBe Düsseldorf
- Website der KoKoBe Euskirchen
- Website der KoKoBe Köln
- Website der KoKoBe Mülheim